# Faustino García-Moncó Fernández
Faustino García-Moncó Fernández (Santander, 1916 - Madrid, 1996) était un avocat, juriste d’État, homme politique, directeur de banque et administrateur d’entreprise espagnol.
D’idées carlistes, il s’engagea aux côtés des rebelles après le coup d’État de juillet 1936 et participa à plusieurs campagnes militaires lors de la subséquente guerre civile. Par la suite, après obtention de son diplôme en droit, il mena une carrière caractérisée par un va-et-vient entre haute fonction publique et divers postes dans les conseils d’administration de banques et d’entreprises privées. En 1965, il fut nommé par Franco à la tête du ministère du Commerce, mais dut démissionner en 1969 après sa condamnation en justice pour incurie dans le scandale Matesa (vaste fraude aux crédits à l’exportation).

## Biographie

### Guerre civile et carrière professionnelle (banque privée et haute fonction publique)
D’affinités traditionalistes (c’est-à-dire carlistes) et membre de l’Opus Dei, García-Moncó Fernández s’engagea en 1936 aux côtés des insurgés dans la Guerre civile, où il combattit en qualité d’enseigne provisoire (en espagnol alférez provisional) dans les rangs carlistes (au sein du Tercio de Requetés) et dans d’autres unités. Sa participation aux offensives des Asturies, d’Aragon et de Catalogne lui valut d’être décoré de la médaille de Campagne, de la croix du Mérite militaire et de la croix de Guerre.
Licencié en droit de l’université d'Oviedo, il fut admis sur concours en 1942, trois ans après la fin de la Guerre civile, dans le corps des Avocats de l’État, mais sollicita en 1957 sa mise en disponibilité afin d’entrer à la Banco de Bilbao, où il remplit les fonctions de directeur général adjoint. Cette même année encore, le ministre du Commerce, Alberto Ullastres, éminent technocrate lié à l’Opus Dei, le nomma sous-secrétaire au Commerce. En 1960, il retourna à la Banco de Bilbao, où il fut promu un an plus tard au poste de directeur général, en même temps qu’il siégeait au conseil de direction de l’Institut national de l'industrie et comme député (procurateur) aux Cortes.

### Ministre du Commerce (1965 à 1969)
En 1965, il fut désigné ministre du Commerce dans le Xe gouvernement franquiste, en remplacement d’Ullastres, dont il avait été le plus proche adjoint et qui avait été envoyé à Bruxelles comme ambassadeur auprès de la CEE. Il remplit ce mandat jusqu’en octobre 1969, date à laquelle il fut destitué, traduit en justice et condamné au motif de ses responsabilités politiques (négligence coupable et incurie) dans l’affaire Matesa, vaste fraude aux crédits à l’exportation, réalisée au moyen de machines fictives, qui fit s’affronter  en 1969 les ministres phalangistes ou apparentés (Manuel Fraga et José Solís) d’une part, et les ministres catholiques (Silva Muñoz) et ceux liés à l’Opus Dei (García-Moncó, López-Bravo et López Rodó) d’autre part. En effet, García-Moncó, ainsi que le ministre des Finances Juan José Espinosa et quelques mois plus tard le gouverneur de la Banque d'Espagne Navarro Rubio, furent condamnés par un tribunal à une amende de plus d’un milliard de pesetas, à la confiscation de leurs biens et à la suppression de la moitié de leur rémunération, verdict que le tribunal motivait par le traitement de faveur accordé à la MATESA, par l’absence de contrôle et de garanties nécessaires à la préservation de l’intérêt public, par la minimisation des signaux d’alarme, et par la fuite de capitaux,. Si Franco, par décision personnelle, voulut certes bien ensuite gracier García-Moncó et les autres personnalités inculpées avant que leur peine ne soit mise à exécution, tous les protagonistes de cette affaire allaient néanmoins ensuite être relevés un à un de leurs fonctions.

### Activités ultérieures
Au lendemain de sa démission, García-Moncó retrouva son poste au conseil d’administration de la Banco de Bilbao, ainsi que de la Banco Industrial de Bilbao et de la Banco de La Coruña. Il siégea par ailleurs dans les conseils d’administration des entreprises Fertiberia (fabricant de fertilisants), Naviera de Canarias (compagnie de navigation) et Astilleros Espagnols (AESA, chantiers navals), exerça comme président de la KAS et du Centre d’initiatives pour la formation agraire, et comme membre du conseil d’administration de la Banco Bilbao-Vizcaya, après la fusion de ces deux institutions bancaires.